# Uppspretta
Uppspretta is een toyistisch kunstwerk in de IJslandse stad Keflavík. Het kunstwerk kwam in 2013 tot stand en bestaat uit een beschilderde, voorheen verwaarloosde watertoren. Op de wand van de toren, die 9 meter hoog en 36 meter in omtrek is, prijkt een beeldverhaal over een papegaaiduiker genaamd Uppspretta.
Deze grootste muurschildering van IJsland werd op 6 september 2013 onthuld door toenmalig burgemeester Árni Sigfússon van Reykjanesbær.

## Betekenis van Uppspretta
De letterlijke betekenis van het woord uppspretta is bron.

## Project

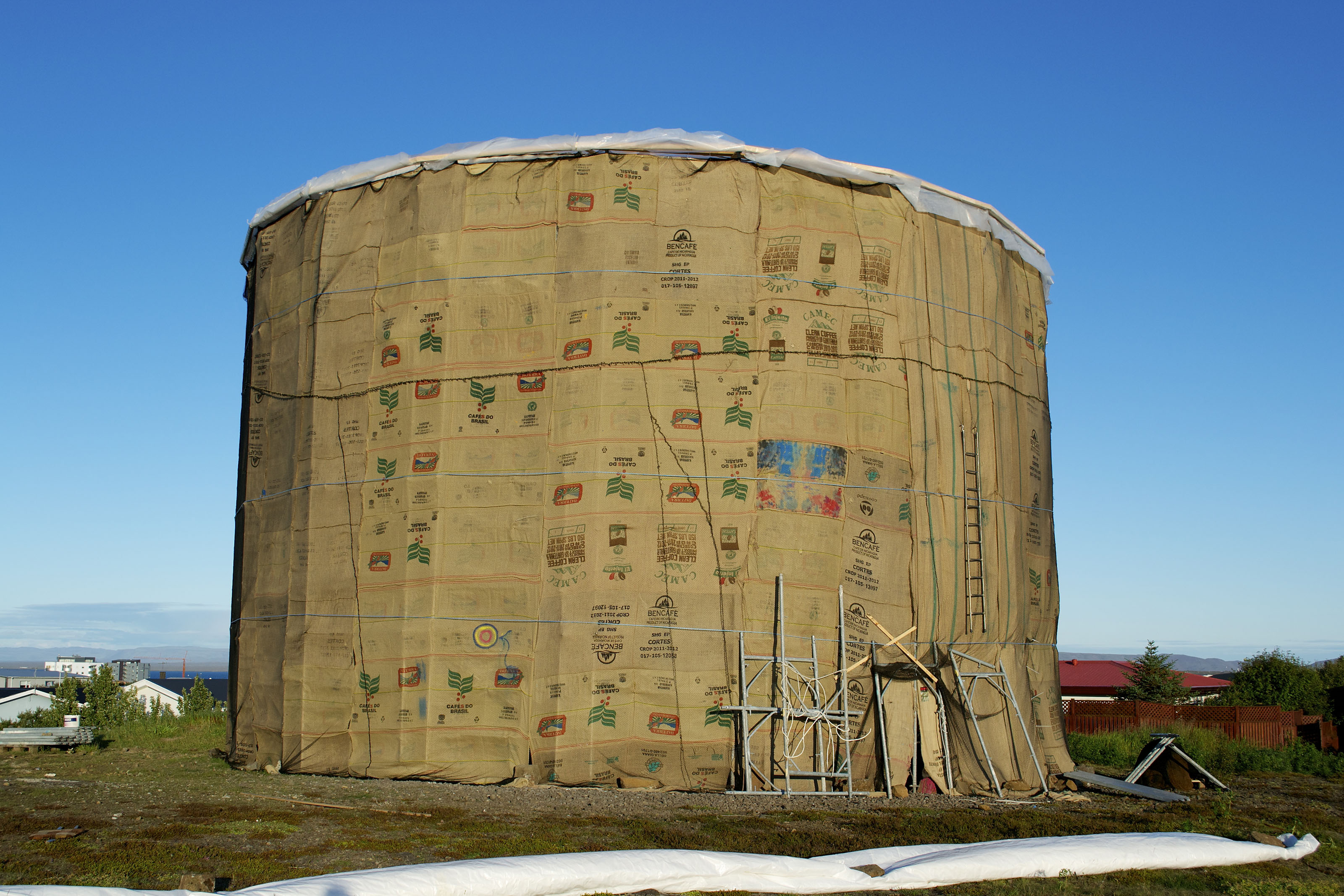
Uppspretta verpakt in koffiezakken

De aanleiding om de vervallen watertoren in Keflavík om te vormen naar een kunstwerk was een eerder werk van de toyisten, namelijk de Stip in Emmen. Het project werd gefinancierd door de gemeente Reykjanesbær, waar Keflavík toe behoort, in combinatie met crowdfunding. Door het werk aan dit project werden de toyisten ook gevraagd een gevel en een eetzaal van een hotel in de Keflavík in dezelfde stijl te schilderen.
Op 24 juli 2013 werd het project gestart en na zeven weken was het afgerond. Aan het project werkten elf toyisten uit vijf verschillende landen mee. Tijdens de werkzaamheden kende IJsland de slechtste weersomstandigheden sinds de zomer van 1923. Plastic kon niet dienen als beschermend materiaal, omdat het geen lucht zou doorlaten. Daarom werden koffiezakken gebruikt om aan het project door te kunnen werken. Tweehonderd hiervan werden door de toyisten aan elkaar genaaid en om de toren gespannen.

## Thema en ontwerp
De kunstwerken uit het toyisme vallen onder de figuratieve kunst, maar zijn niet verder onder te verdelen tot een enkele stijl. Wat voor veel kunstwerken van deze stroming geldt, is het gebruik van herkenbare elementen die in het kunstwerk enigszins vreemd aandoen. 
Aan de basis van het kunstwerk ligt een verhaal dat de vorm heeft van een legende. Dat werd voor deze gelegenheid door de kunstenaarsgroep uitgedacht. Ook andere kunstwerken van deze groep zijn op anekdotes, fantasieën of filosofieën gebaseerd. Bij dit kunstwerk hoort een verhaal over een reis die wordt ondernomen door de papegaaiduiker Uppspretta. In het kunstwerk kom de papegaaiduikers verschillende malen terug.
Inspiratie kwam van het kunstwerk Sólfar (Nederlands: Zonnereiziger) van de IJslandse kunstenaar Jón Gunnar Árnason. Árnason noemde zijn creatie een droomboot die afreist naar niet eerder ontdekte gebieden. In het verhaal van de toyisten komt ook een droomboot voor die de hoofdrolspeler Uppspretta terugvoert naar IJsland. In het kunstwerk is de inspiratie van de Sólfar van Árnason waarneembaar.
IJsland zelf diende ook als inspiratie voor het kunstwerk, zoals de geisers in het land. De Vikingen, die de kunstenaars als de eerste bewoners van IJsland zien, komen voor in de vorm van Freya, de godin van de liefde uit de Noordse mythologie. Ook staat bijvoorbeeld een Vikingschip afgebeeld.

## Achtergrondverhaal
De hoofdfiguur van het verhaal achter het kunstwerk is een papegaaiduiker die de naam Uppspretta draagt. Het is een nieuwsgierige vogel die de wereld wilde ontdekken. In zijn zoektocht nam hij veel boeken door over de geschiedenis van IJsland. Toen hij ontdekte dat de eerste bewoners uit Noorwegen kwamen, wilde hij daarnaartoe om een lieve papegaaiduikster te zoeken. Zijn ouders hadden hem gewaarschuwd om niet boven land te vliegen, anders zou hij uit de lucht vallen. Tijdens zijn reis kwam hij niettemin toch boven land, waar hij dan ook op neerstortte.
Dit gebeurde echter niet in Noorwegen maar in Nederland, waar hij werd gevonden door een man die hem meenam. Uppspretta viel in slaap en droomde over mensen en muziek. In zijn droom doemde een schip op dat hem meevoerde over het water en vervolgens door de lucht terug naar Keflavík. Toen hij thuis was trouwde hij met een papegaaiduikster uit Noorwegen en werd hij de leider van alle papegaaiduikers op IJsland.

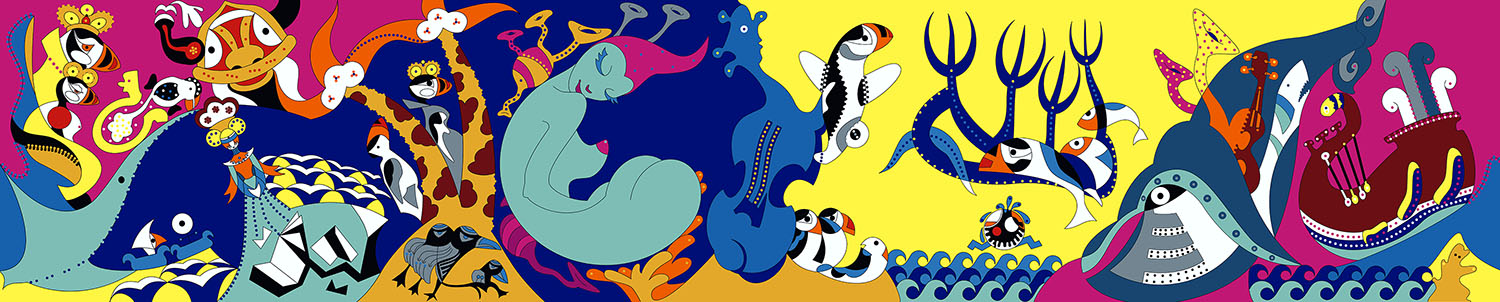
uitbeelding van de reis van Uppspretta